# Belleview (Florida)
Belleview es una ciudad ubicada en el condado de Marion en el estado estadounidense de Florida. En el Censo de 2010 tenía una población de 4.492 habitantes y una densidad poblacional de 536,79 personas por km².

## Geografía
Belleview se encuentra ubicada en las coordenadas 29°3′53″N 82°3′24″O / 29.06472, -82.05667. Según la Oficina del Censo de los Estados Unidos, Belleview tiene una superficie total de 8.37 km², de la cual 8.36 km² corresponden a tierra firme y (0.12%) 0.01 km² es agua.

## Demografía
Según el censo de 2010, había 4.492 personas residiendo en Belleview. La densidad de población era de 536,79 hab./km². De los 4.492 habitantes, Belleview estaba compuesto por el 86.84% blancos, el 6.14% eran afroamericanos, el 0.49% eran amerindios, el 1.14% eran asiáticos, el 0.04% eran isleños del Pacífico, el 3.05% eran de otras razas y el 2.29% pertenecían a dos o más razas. Del total de la población el 13.22% eran hispanos o latinos de cualquier raza.